# Ford Falcon (Argentina)
O Ford Falcon é um automóvel fabricado pela Ford Argentina de 1962 a 1991. Mecanicamente, era baseado no Falcon de 1ª geração da empresa-mãe. O Falcon manteve o mesmo estilo de carroceria ao longo de sua produção, com várias reestilizações substanciais ocorrendo durante sua vida útil, dando-lhe um sabor mais europeu e alinhando-o com outros Ford mais contemporâneos. No entanto, várias décadas depois, ficou claro que era um projeto dos anos 1960 com uma grade dos anos 1980. Os Falcon ainda são disputados na série de corridas de stock car Turismo Carretera.
Os robustos Ford Falcon tornaram-se populares como táxis pretos e amarelos e viaturas policiais brancas e azuis. Eles também tinham outra conotação, com os Falcon pintados de verde escuro usados por forças paramilitares do governo, como a Aliança Anticomunista Argentina dos anos 1970 e a polícia secreta da junta militar. Os Ford Falcon usados pelos militares foram obtidos por meios ilegítimos por pessoas contratadas fora do serviço militar. Os Ford Falcon seriam repintados e tiveram suas placas trocadas para serem entregues às forças paramilitares do governo que utilizaram os veículos para suas operações clandestinas durante a Guerra Suja.

## História

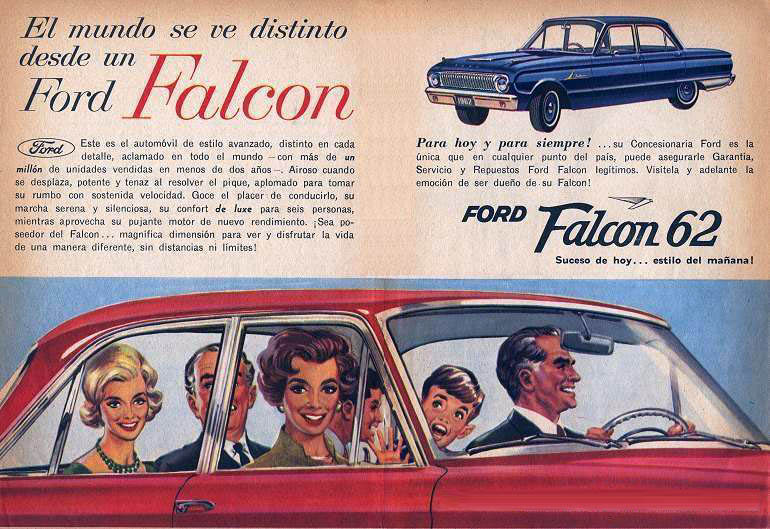
Anúncio do Falcon de 1962

A história do Falcon na Argentina começou em 1961, quando a Ford Motor Argentina importou dois Falcon dos Estados Unidos para teste.

### 1962
Em 1962, a produção local começou com kits completos importados dos Estados Unidos montados na fábrica da Ford em La Boca. Apenas um sedã foi oferecido, com níveis de acabamento Standard e Deluxe, e um motor Ford de seis cilindros em linha de 170 polegadas cúbicas. A apresentação oficial do Falcon ao país ocorreu no teatro "Gran Rex" em fevereiro de 1962.

### 1963
A primeira reestilização do Falcon veio em 1963 e foi produzida até 1965. O Falcon agora tinha uma grade horizontal de alumínio. Novos modelos incluíram o modelo Taxi em 1964 e o mais potente Futura em 1965, com teto de vinil e assentos concha. O primeiro Futura esteve disponível em 4 de dezembro de 1964. Um motor de 187 c.i. (3.064 cc) maior e mais potente foi adicionado ao Futura, oferecendo 116 cv (87 kW). Mais peças foram fabricadas localmente. Em 1965, o Falcon se tornou o mais vendido no mercado argentino pela primeira vez, alcançando 11,6% de participação no mercado.

### 1966

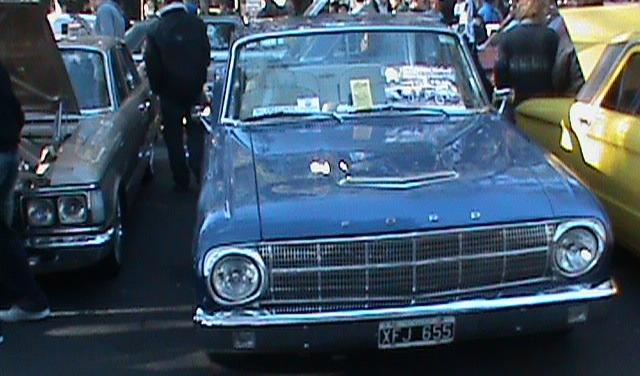
Ford Falcon 1966-1969

A segunda reestilização de 1966 trouxe uma grade mais ornamentada, capô e ornamentação do painel lateral. A maioria das peças agora eram produzidas localmente. No final de 1967, o novo modelo de perua Falcon Rural começou a ser produzido, com suas próprias variantes Futura e Deluxe. Ao contrário da perua norte-americana Falcon, a argentina Falcon Rural ficava na mesma distância entre eixos dos sedãs. Motores de alta compressão produzindo mais potência estavam disponíveis a partir de 1968 e, em 1969, a Ford introduziu um motor de 3,6 litros e 132 hp de alto desempenho que se tornou disponível como opção (modelo 221XP), empregava um cabeçote de respiração mais livre e um sistema de escapamento menos restritivo para aumentar o poder. Uma transmissão de quatro velocidades montada no chão tornou-se disponível pela primeira vez.

### 1971

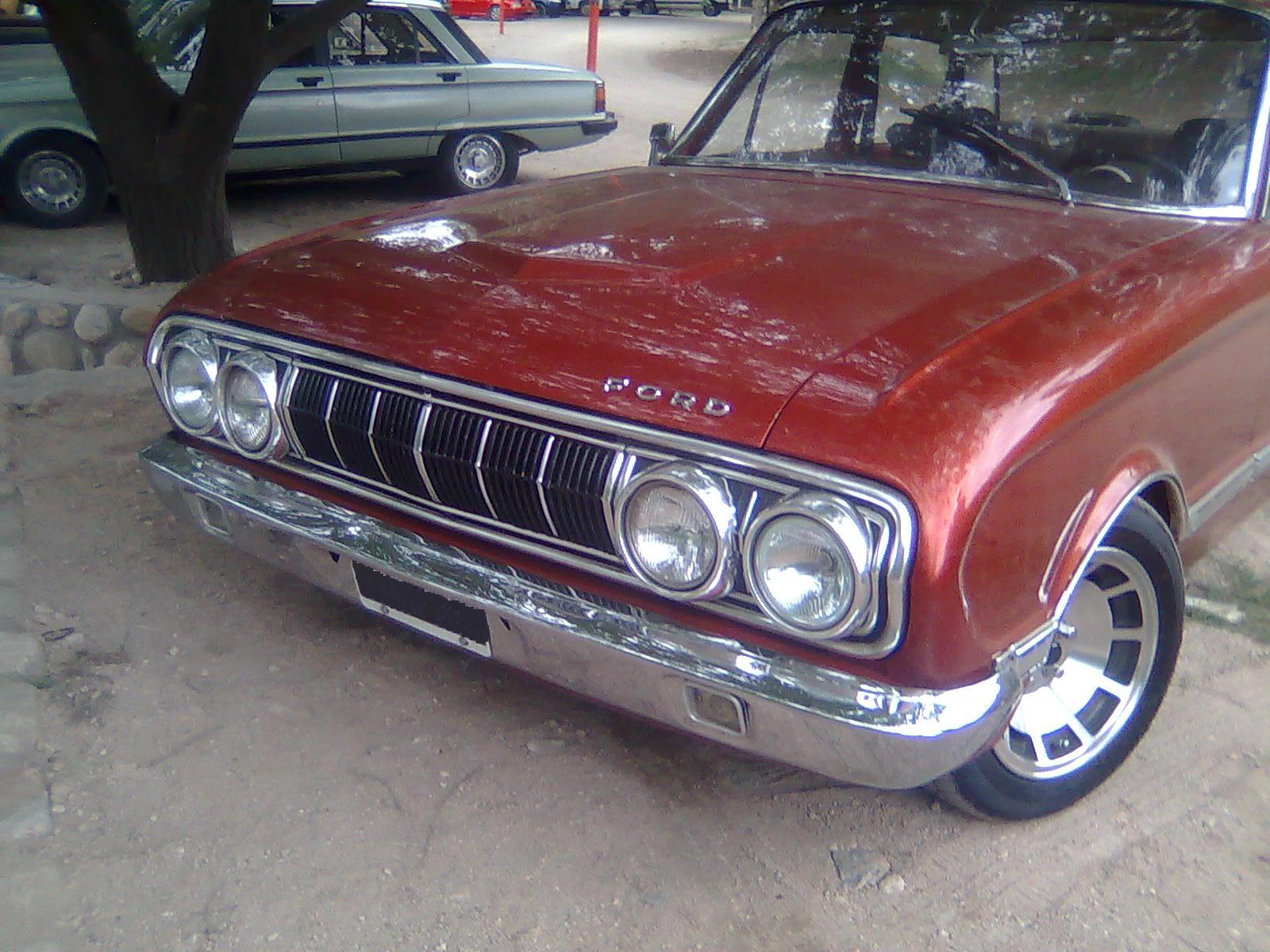
Ford Falcon 1971

A terceira reestilização de 1970 começou a se afastar do design original com a introdução de faróis quádruplos nos modelos Deluxe e Futura, novos para-choques dianteiro e traseiro com barras verticais e freios a disco com rodas de 14 polegadas e pneus radiais de baixo aspecto com listras vermelhas agora estão disponíveis como opções. Os motores 188 e 221 cid agora eram padrão. A perua Futura Rural foi descontinuada e substituída pela Falcon Rural Deluxe equipada semelhantemente.

### 1973
Em 1973, sua quarta reestilização, ele se afastou ainda mais do design original, pois ganhou um novo painel redesenhado com instrumentos redondos e tacômetro nos modelos de luxo, uma nova grade com várias barras horizontais grossas e faróis quádruplos com design mais quadrado. O Falcon Sprint esportivo foi introduzido com novos esquemas de cores refrescantes, listras pintadas, rodas esportivas de 14 polegadas e pneus Firestone Wide-Tread E70x14 com listras vermelhas eram padrão e um desempenho superior de 166 bhp (124,5 kW) especialmente ajustado de 3,6 litros (221 cid ), no interior incluía bitolas adicionais e volante esportivo revestido em couro e assentos concha em couro sintético de design exclusivo. O acabamento Deluxe da perua Rural foi descartado. Uma picape, chamada Ranchero, foi introduzida com acabamento externo Standard e Deluxe e uma opção de freio para serviço pesado.

### 1978

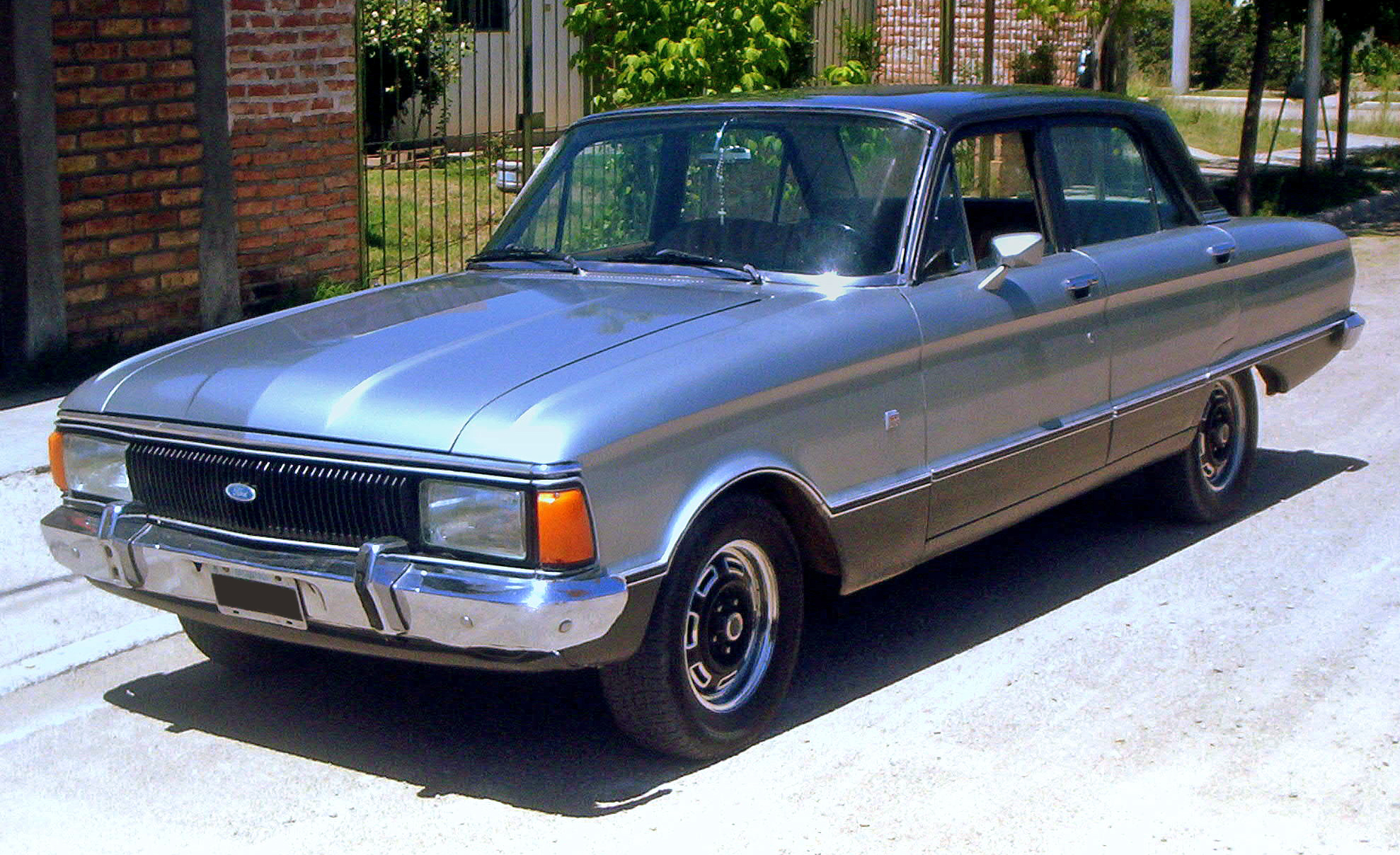
Ford Falcon Sprint 1978

A quinta reestilização de 1978 trouxe mais mudanças cosméticas, com outra nova grade desta vez em plástico, novos emblemas ovais da Ford, novas maçanetas atualizadas, ventilação aprimorada da cabine com saídas de exaustão no pilar C, grandes faróis retangulares e pneus radiais R14 175/70 em modelos esportivos ou de luxo, entre várias outras mudanças.

### 1982

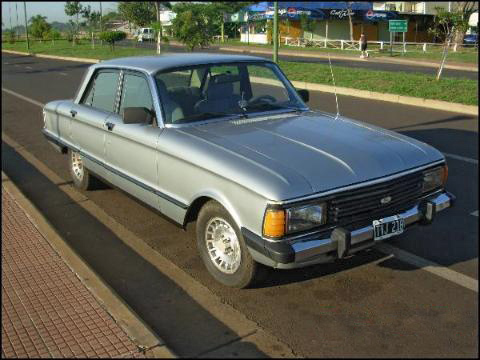
Ford Falcon Ghia 1982

Em sua sexta e última reestilização, a Ford tentou alinhar seu design, já que era vendido junto com seus "irmãos" mais modernos, o Ford Taunus, o Sierra e, posteriormente, o Escort. As mudanças incluem novos pára-choques com tiras de borracha e tampas de borracha, novas grandes lanternas traseiras retangulares com indicadores de direção âmbar, vidro bronzeado substituído por verde e um porta-malas maior reconfigurando o piso do porta-malas e reposicionando o pneu sobressalente e outras pequenas mudanças cosméticas. A Rural continuou usando as lanternas traseiras originais. As versões Taxi e Sprint foram abandonadas e o Futura foi transformado no Ghia. Um motor a gasolina de quatro cilindros e 2,3 litros estava disponível, assim como, a partir de 1988, um raro diesel de 2,4 litros. O diesel, um VM HR492 de fabricação italiana de 70 hp (52 kW), foi instalado pela Borward Puntana, mas como eles não conseguiram fornecer motores no ritmo exigido pela Ford, o projeto logo foi interrompido. A maioria dos à diesel construídos eram as picapes Ranchero. A picape, com capacidade para carga máxima de 715 kg (1.576 lb), continuou disponível com os seis de 3,3 e 3,6 litros, bem como os novos quatro.
O 2.3 oferecia 90 cv (66 kW), enquanto o menor seis tinha apenas 84 cv (62 kW), embora com um torque mais alto e uma rotação do motor mais lenta. O impopular (devido à economia de combustível pior do que o de 3 litros e seis) de quatro cilindros estava disponível apenas com um manual de quatro marchas, em vez do manual de três marchas dos seis. O quatro cilindros foi compartilhado com o Taunus and Sierras, de fabricação argentina. O 3.6 maior, o único motor disponível para o Ghia, tem 109 cv (80 kW), exceto no Ghia SP de alto desempenho, onde 140 cv (103 kW) estavam disponíveis devido a carburadores duplos. Introduzido em 1982, havia também uma versão de baixa compressão do 3.6 com 103 cv (76 kW). Em 1989, a nova versão Max Econo do motor de 188 cid/3 litros tornou-se disponível, com melhor economia de combustível em detrimento do desempenho. O Chrome foi removido em 1990 e o Falcon foi finalmente descontinuado depois de 1991.
Atingiu cerca de 98% de integração de peças locais.

## Produção
| Ano    | Produção | Ano    | Produção | Ano    | Produção |
| ------ | -------- | ------ | -------- | ------ | -------- |
| 1962   | 4.684    | 1972   | 25.312   | 1982   | 17.296   |
| 1963   | 4.619    | 1973   | 35.595   | 1983   | 22.060   |
| 1964   | 11.966   | 1974   | 25.870   | 1984   | 15.075   |
| 1965   | 15.442   | 1975   | 11.525   | 1985   | 9.405    |
| 1966   | 16.478   | 1976   | 8.669    | 1986   | 7.691    |
| 1967   | 15.109   | 1977   | 16.579   | 1987   | 7.839    |
| 1968   | 17.560   | 1978   | 20.355   | 1988   | 5.272    |
| 1969   | 14.607   | 1979   | 28.522   | 1989   | 3.232    |
| 1970   | 21.193   | 1980   | 34.154   | 1990   | 2.177    |
| 1971   | 26.135   | 1981   | 19.913   | 1991   | 2.462    |
| Total: | Total:   | Total: | Total:   | Total: | 466.796  |

* Não estão incluídos no gráfico acima 33.493 peruas (Falcon Rural) para um total de 494.209 Ford Falcon vendidos